# اچ‌ام‌اس آمبوس‌کید (۱۹۱۳)
اچ‌ام‌اس آمبوس‌کید (۱۹۱۳) (به انگلیسی: HMS Ambuscade (1913)) یک کشتی بود که طول آن ۲۶۷ فوت ۶ اینچ (۸۱٫۵۳ متر) بود. این کشتی در سال ۱۹۱۳ ساخته شد.